# سلطان‌آباد نمک
سلطان‌آباد نمک، روستایی از توابع بخش احمدآباد شهرستان مشهد در استان خراسان رضوی ایران است.

## جمعیت
این روستا در دهستان پیوه ژن قرار دارد و براساس سرشماری مرکز آمار ایران در سال ۱۳۸۵، جمعیت آن ۱٬۷۷۸ نفر (۴۲۷خانوار) بوده‌است.